# Myrmarachne annandalei
Myrmarachne annandalei là một loài nhện trong họ Salticidae.
Loài này thuộc chi Myrmarachne. Myrmarachne annandalei được Eugène Simon miêu tả năm 1901.